# Бърк (окръг, Северна Дакота)
Вижте пояснителната страница за други значения на Бърк.
Окръг Бърк (на английски: Burke County) е окръг в щата Северна Дакота, Съединени американски щати. Площта му е 2924 km², а населението - 2131 души (2017). Административен център е град Боубелс.